# Schöpfl
Der Schöpfl in Niederösterreich ist mit einer Höhe von 893 m ü. A. der höchste Berg im Wienerwald.

## Lage und Umgebung
Der Schöpfl gehört zur Flyschzone am Nordrand der Alpen. Er bildet einen langen, etwa in Richtung Westsüdwest – Ostnordost verlaufenden Bergrücken mit einer relativ steilen Nordflanke und einer stärker gegliederten, flacheren Südflanke.
Auf seinem Gipfel grenzen die Gebiete dreier Gemeinden sowie zweier politischer Bezirke aneinander: von Klausen-Leopoldsdorf und Altenmarkt an der Triesting im Bezirk Baden sowie von Brand-Laaben im Bezirk Sankt Pölten-Land. Der Berg bildet das Quellgebiet der Schwechat, der Triesting und der Großen Tulln und liegt damit am Alpenhauptkamm.
Der Schöpfl ist größtenteils von Laubwald bedeckt. Auf seinem Gipfel steht die Matraswarte, von der man bei günstigem Wetter sowohl Richtung Süden die höchsten Berge Niederösterreichs, den Schneeberg und die Rax, Richtung Südwesten den Hochschwab und Ötscher, als auch gegen Norden zur Donau und ins Waldviertel sehen kann. Ein markanter Punkt an der Donau ist dabei das Kraftwerk Dürnrohr. Neben der Matraswarte steht ein hoher Vermessungsstein von 1867 als Trigonometrischer Punkt. Nordöstlich knapp unterhalb des Gipfels steht das Schöpfl-Schutzhaus des Österreichischen Touristenklubs.
Wegen der Reinheit der Luft und der im Vergleich zu Wien wesentlich geringeren Lichtverschmutzung wurde 1969 das Leopold-Figl-Observatorium der Universität Wien am Mitterschöpfl (882 m), einem nahe gelegenen Nebengipfel errichtet.
Sichtbar ist der Gipfel am besten von Forsthof in der Gemeinde Brand-Laaben.

## Anstiege
Als höchster Berg des gesamten Wienerwalds, dank des umfassenden Panoramas von der Matraswarte und mit einem Hüttenstützpunkt im Gipfelbereich ist der Schöpfl ein beliebtes Ziel von Wanderungen. Zugleich ist er nicht überlaufen. Ein Grund dafür ist, dass sein Gipfelkamm bis heute nur aus eigener Kraft erreicht werden kann. Auch die Lage des Schöpfls abseits der großen Verkehrsrouten trägt dazu bei: der nächstgelegene Bahnhof (Eichgraben-Altlengbach an der Alten Westbahnlinie) ist als Ausgangspunkt einer Tageswanderung bereits zu weit entfernt, jedoch gibt es eine Busverbindung von Eichgraben-Altlengbach oder auch von Hainfeld aus bis zur Klammhöhe.
Der Schöpfl ist aus allen Himmelsrichtungen auf markierten Anstiegswegen zu erreichen.
- Der kürzeste Anstieg vom Sattel Forsthof führt durch die steile Nordflanke auf dem Heinrich-Gith-Steig (Teil des Voralpen-Weitwanderwegs 04) oder etwas länger auf dem so genannten Pensionistensteig zum Gipfel. Gehzeit: 50 bis 60 Minuten.
- Von der Ortschaft St. Corona am Schöpfl über die flachere Südflanke zur Matraswarte. Gehzeit: 1 Stunde.
- Vom Sattel der Klammhöhe kurz auf einer Nebenstraße nach Osten zum Bruckhof, dann Wanderweg auf den langen Westkamm des Schöpfls und über den Wittenbachberg in nur mehr geringer Steigung zum Gipfel. Gehzeit: 2 Stunden.
- Vom Schöpflgitter (2 Kilometer westlich von Klausen-Leopoldsdorf) in gleichmäßiger Steigung etwas südlich am Vorderschöpfl vorbei und über den Ostrücken zum Gipfel. Gehzeit: etwa 2 Stunden.

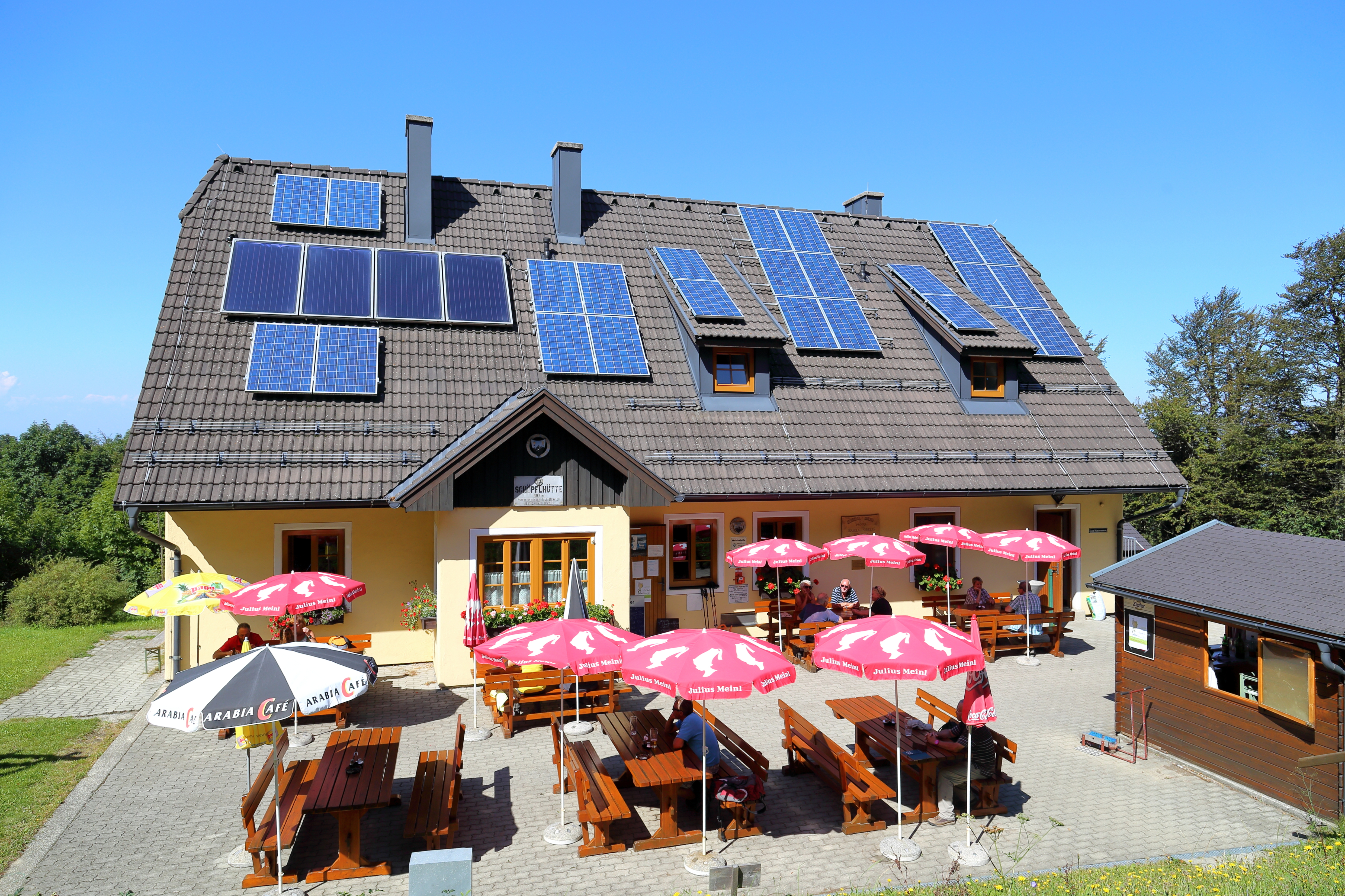
Schöpfl-Schutzhaus
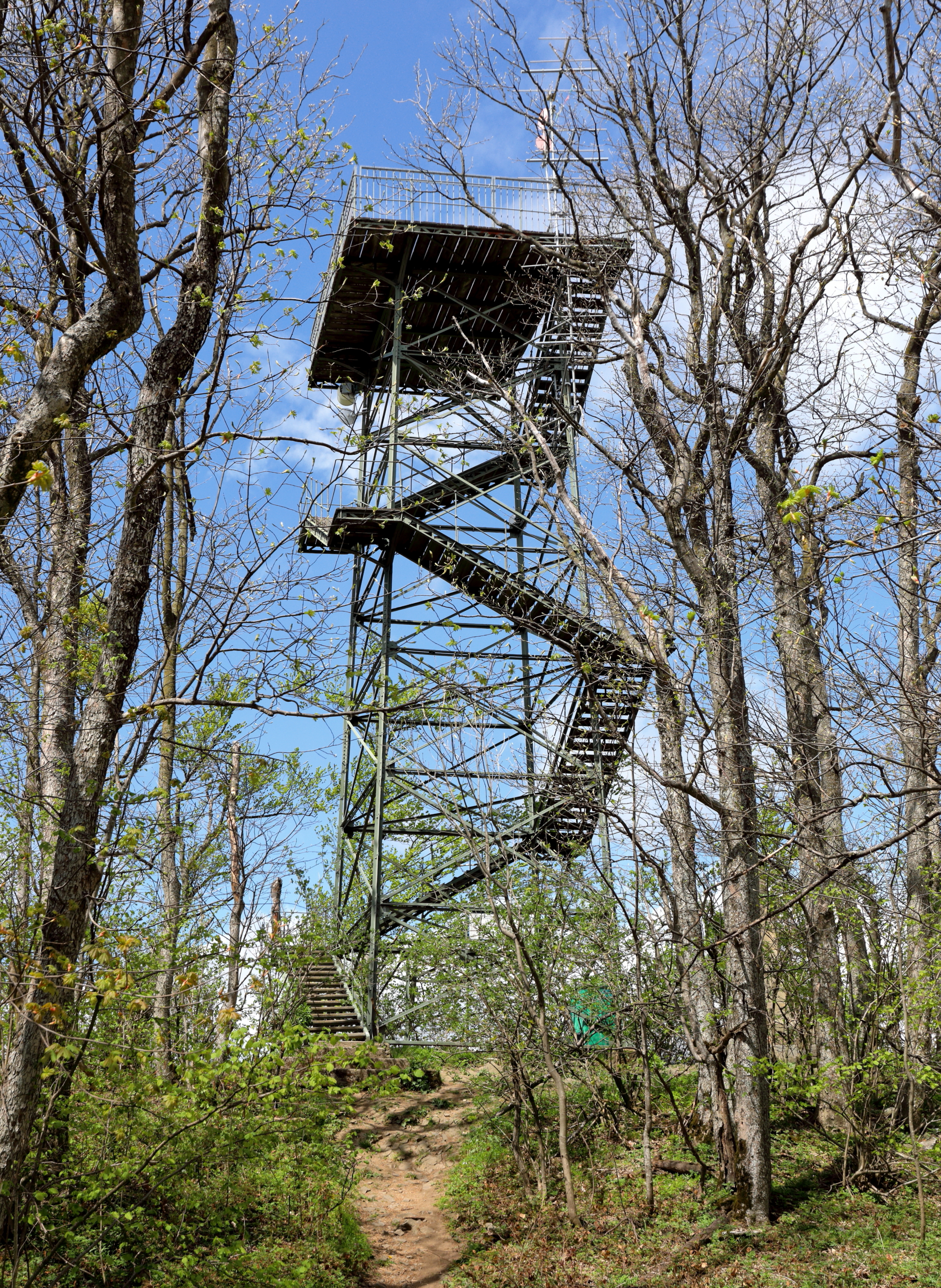
Matraswarte
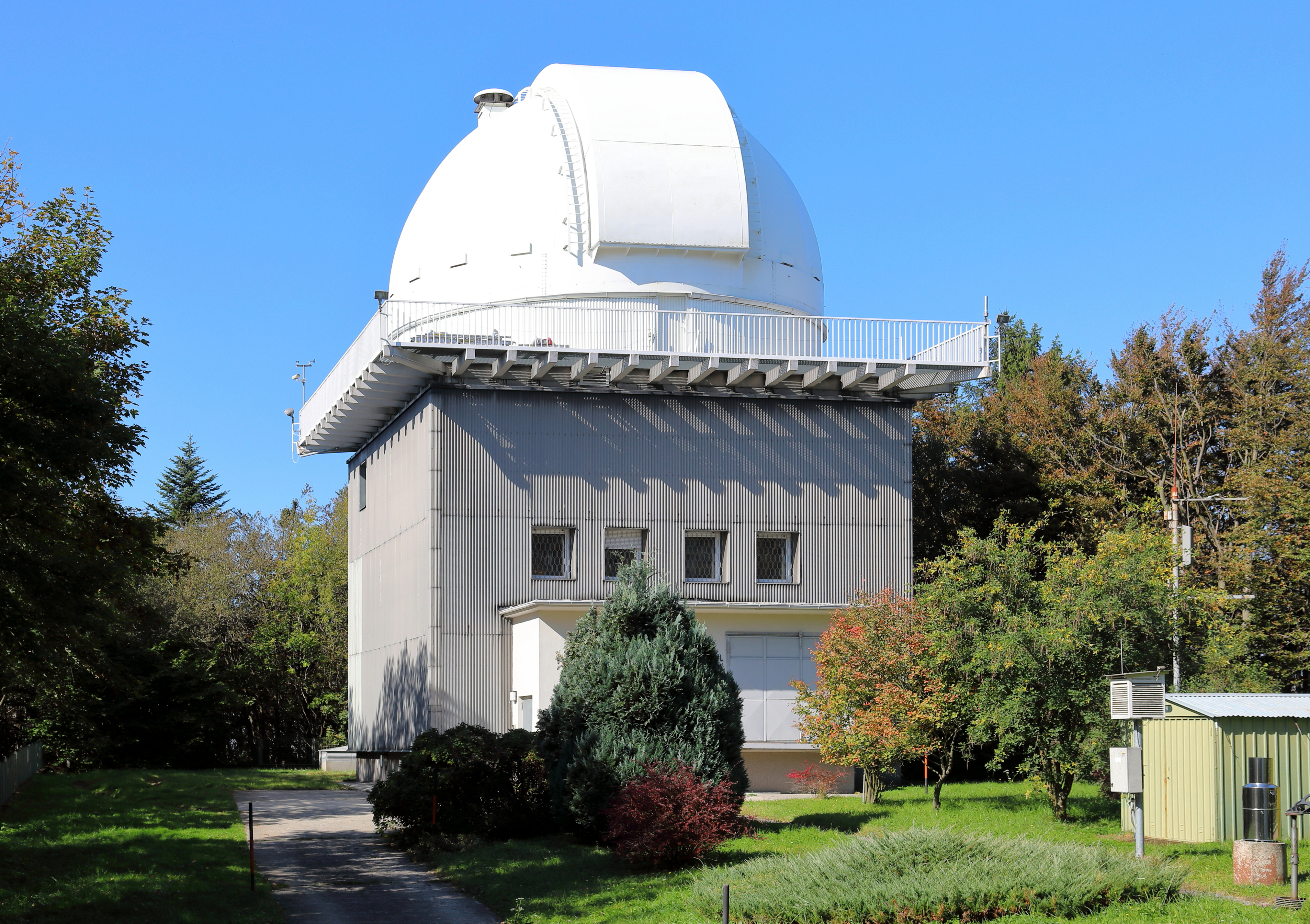
Leopold-Figl-Observatorium am Vorgipfel Mitterschöpfl